# Haidilao
Haidilao (海底捞,  Hải Để Lao) là hệ thống chuỗi nhà hàng lẩu được thành lập vào năm 1994 tại thành phố Giản Dương, tỉnh Tứ Xuyên, phục vụ trực tiếp xuyên tỉnh lớn, tích hợp các đặc tính của lẩu từ khắp nơi trên thế giới. Người sáng lập là Trương Dũng sinh năm 1970. Haidilao đã mở 1,329 chi nhánh được quản lý trực tiếp trên toàn thế giới và tăng với tốc độ hàng năm từ 5 đến 7 cửa hàng.
Năm 2018, Haidilao đã giới thiệu robot chế biến món ăn và giao thức ăn tự động tại chi nhánh Trung Tuấn, Thành phố Thế giới, Bắc Kinh. Cánh tay robot cùng toàn bộ trung tâm và hệ thống điều khiển đã được Haidilao và Panasonic cùng phát triển. Trong tương lai, các hệ thống thông minh sẽ dần được thúc đẩy, tăng cường vệ sinh an toàn thực phẩm.

## Lịch sử
Ban đầu công ty có tên là Địa Thượng Chủng (地上種) được doanh nhân Trương Dũng thành lập vào ngày 20 tháng 3 năm 1994. Haidilao là một quán ăn nhỏ kinh doanh món lẩu cay Tứ Xuyên Ma lạt thang. Hiện nay đã phát triển thành một doanh nghiệp chuỗi hoạt động trực tiếp quy mô lớn, chủ yếu vận hành nhà hàng kiểu Tứ Xuyên và tích hợp các đặc tính của các loại lẩu khác nhau.
Tên gọi của nhà hàng "Hải Để Lao" bắt nguồn từ thuật ngữ của trò Mạt chược Tứ Xuyên có nghĩa là "vớt/mò xuống đáy biển", khi nhặt quân bài có sẵn cuối cùng để thắng một ván chơi. Điều này rất hiếm và được coi là rất may mắn.
Lẩu Haidilao được định vị thương hiệu với mức giá từ trung bình đến cao cấp, với mức chi phí bình quân đầu người từ 150 đến 200 nhân dân tệ. Công ty còn được biết đến với dịch vụ chăm sóc khách hàng chu đáo như cung cấp tạp dề, chun buộc tóc, kẹp tóc và các mặt hàng khác trong cửa hàng, bên cạnh đó còn có dịch vụ trông giữ trẻ em trong lúc người thân thưởng thức đồ ăn. Những khách hàng khác có thể tận hưởng dịch vụ vệ sinh giày cho khách và làm móng miễn phí. Nhân viên phục vụ cũng sẽ bóc vỏ tôm cho khách, múa ramen, xướng ca, chủ động tạo ra những điều bất ngờ, v.v. Ví dụ, nhà hàng tặng bánh ngọt một cách bất ngờ cho khách hàng đến ăn vào ngày sinh nhật của họ. Những nhân viên phục vụ trong nhà hàng đến từ khắp các tỉnh thành của Trung Quốc, khách hàng cũ có thể được những nhân viên đồng hương phục vụ.
Ngoài ra, Haidilao cũng cho phép khách hàng mang nguyên liệu và rượu riêng đến. Công ty còn có một trung tâm mua sắm ở Gian Dương, tỉnh Tứ Xuyên.
Năm 1999, Haidilao Xi'an Yanta Store mở cửa kinh doanh. Hệ thống cũng mở chi nhánh tại Singapore vào cuối năm 2012, trở thành chi nhánh đầu tiên ở nước ngoài của Haidilao. Năm 2015, chi nhánh đầu tiên tại thị trường Đài Loan của Haidilao là Đài Bắc. Năm 2017, công ty tiến vào thị trường Hồng Kông với hợp đồng thuê tầng 3 tại trung tâm thương mại Cửu Long Hạng (九龍行), khu Du Ma Địa, Hồng Kông, giá tiền thuê hàng tháng là 550.000 nhân dân tệ. Sau đó khai trương cửa hàng đầu tiên, dự kiến mở cửa 24 giờ. Vào tháng 10 năm 2017, cửa hàng Hồng Kông đã chính thức ra mắt.
Ngày 17 tháng 5 năm 2018, Haidilao đã nộp đơn đăng ký niêm yết trên Sở giao dịch chứng khoán Hồng Kông và dự định tăng 600 triệu lên 700 triệu đô la Mỹ và có kế hoạch mở rộng quy mô cửa hàng.
Ngày 11 tháng 9, Haidilao thông báo rằng cổ phiếu của công ty sẽ được bán tại Hồng Kông từ ngày 12 tháng 9, kế hoạch niêm yết trên bảng chính của Sở giao dịch chứng khoán Hồng Kông vào ngày 26 tháng 9, giá chào bán dao động từ 14,80 đô la Hồng Kông đến 17,80 đô la Hồng Kông trên mỗi cổ phiếu. Tính theo 1.000 cổ phiếu mỗi lô, phí vào cửa là 17.979,37 nhân dân tệ, đây là cổ phiếu mới có phí vào cửa cao nhất trong lịch sử.
Vào ngày 27 tháng 3 năm 2019, chi nhánh đầu tiên của Haidilao Malaysia đã khai trương tại Kim tự tháp Sunway ở Petaling Jaya.

## Rắc rối

### Vấn đề an toàn thực phẩm
Kể từ khi thành lập, Haidilao đã nhiều lần chủ động đề cập đến an toàn vệ sinh thực phẩm.  Hầu như mỗi tháng, công ty sẽ công bố các vấn đề được tìm thấy trong các cửa hàng khác nhau trên trang web chính thức, bao gồm cả vấn đề về nguyên liệu hết hạn, lỗi thiết bị và hoạt động không vệ sinh.
Đầu tháng 5 năm 2017, một phóng viên của tờ "Pháp lý vãn báo" đã vào nhà hàng Haidilao Kình Tùng, Bắc Kinh thông qua một cuộc phỏng vấn và đến nhà hàng Haidilao Thái Dương Cung vào cuối tháng 7.
Phóng viên nhận thấy phòng nguyên liệu, phòng phục vụ và phòng trái cây của hai cửa hàng, có chuột trong phòng rửa chén, thậm chí còn có hiện tượng chuột leo vào tủ thức ăn. Chổi để quét cống, khăn lau bàn v.v. được sử dụng để làm sạch máy rửa chén, tủ khóa, bồn rửa. Máy rửa chén chỉ được làm sạch bề mặt mỗi ngày. Khi phóng viên mở nắp máy rửa chén thì nhận thấy băng chuyền bị dầu bám và bốc mùi hôi, bên trong đầy mảnh vụn thức ăn. Ngoài ra còn có rất nhiều nước thải màu vàng, mảnh vụn thức ăn và chén bát trong bồn chứa nước.
Sau khi vụ việc được phơi bày vào tháng 8 năm 2017, các lãnh đạo của Haidilao đã trả lời rằng các vấn đề được truyền thông tiết lộ là có thật. Công ty nói rằng họ rất lấy làm tiếc, cũng rất có lỗi và nói rằng họ chịu trách nhiệm kinh tế và pháp lý tương ứng và cũng đã yêu cầu tất cả các cửa hàng thực hiện cải chính và điều tra kỹ lưỡng. Hai cửa hàng liên quan đã chủ động đóng cửa để sửa đổi. Cục Quản lý Thực phẩm và Dược phẩm Bắc Kinh cũng có trách nhiệm phỏng vấn người phụ trách khu vực Bắc Kinh của công ty lần đầu tiên và tiến hành điều tra hai cửa hàng. Haidilao cũng cho biết sẽ hướng tới mô hình "Minh Trù Lưỡng Táo" (các nhà cung cấp dịch vụ ăn uống sử dụng kính trong suốt, video, v.v để hiển thị các quy trình liên quan đến dịch vụ ăn uống cho khách hàng biết), nâng cấp phần cứng của thiết bị giám sát hiện có và thực hiện giám sát trực tuyến. Sau khi sửa chữa hai cửa hàng, Haidilao Thái Dương Cung đã hoạt động trở lại vào ngày 30 tháng 9, trong khi Haidilao Kình Tùng đã hoạt động trở lại vào tháng 12.
Đầu tháng 8 năm 2017, các quan chức của Cơ quan Môi trường Quốc gia Singapore, trong một cuộc kiểm tra định kỳ của một cửa hàng Haidilao địa phương, đã phát hiện ra rằng một nhân viên cửa hàng đã không đeo găng tay khi xử lý thực phẩm, vi phạm các quy định về sức khỏe của Singapore. Theo quy định, các nhà hàng có thể bị phạt tới 2.000 đô la Singapore vì các vấn đề vệ sinh như vậy hoặc giấy phép kinh doanh của họ có thể bị đình chỉ tạm thời. Đáp lại, người quản lý họ Phương của Haidilao Singapore, cho biết vào ngày 28 rằng ông đã xử lý các nhân viên liên quan. Ông cũng nói rằng bốn cửa hàng ở Haidilao của Singapore đã tiến hành kiểm tra toàn diện và bổ sung một số biện pháp vệ sinh mới, bao gồm tăng cường kiểm tra dịch hại hàng tháng từ một đến hai lần.
Vào ngày 10 tháng 2 năm 2018, chi nhánh của Haidilao Singapore tại đường Batu Bali, Clarke Quay bị   Cơ quan Môi trường Quốc gia thu hồi giấy phép kinh doanh trong hai tuần vì nhân viên xử lý thực phẩm bằng tay không và bán thực phẩm không hợp vệ sinh, với mức phạt 800 đô la Singapore, tất cả nhân viên tham gia phải tham gia khóa học vệ sinh thực phẩm cơ bản một lần nữa và phải vượt qua kiểm tra đánh giá.

### Thực phẩm riêng
Tại Trung Quốc đại lục, các cửa hàng lẩu Haidilao cho phép khách hàng mang các nguyên liệu không có trong thực đơn, nhưng để đảm bảo an toàn thực phẩm, các cửa hàng cần để lại các mẫu món ăn (yêu cầu cụ thể được cung cấp bởi mỗi chi nhánh).
Ngày 12 tháng 12 năm 2017, chi nhánh Haidilao tại Đài Loan thông báo rằng khách hàng có thể mang theo nguyên liệu và đồ uống của mình miễn phí, đồng thời thông báo rằng không có mức tiêu thụ tối thiểu, không giới hạn thời gian ăn uống và không tính thêm phí mở chai. Phí nút chai thường được tính nếu khách hàng tự mang theo đồ uống vào nhà hàng. Ngay sau khi tin tức được đưa ra, công chúng đã phản hồi. Các cửa hàng của Haidilao tại Đài Loan cũng thu hút nhiều khách hàng dùng bữa hơn và khách hàng cũng rất nhiệt tình. Theo thống kê, 90% khách hàng ở Haidilao của Đài Loan mang theo nguyên liệu của riêng họ. Tuy nhiên, thực tế này đã gây ra sự chỉ trích từ các thương hiệu cùng kinh doanh dịch vụ lẩu Đài Loan, nghĩ rằng "đây là một chiến lược để phá hủy các điều kiện thị trường", có những nhà điều hành lo lắng rằng Haidilao quá nuông chiều khách hàng.
Do số lượng nguyên liệu mà khách hàng mang đến quá nhiều, vượt quá tầm kiểm soát của cửa hàng về an toàn thực phẩm, vì vậy vào ngày 1 tháng 2 năm 2018, Haidilao Đài Loan tuyên bố hủy dịch vụ nguyên liệu riêng từ ngày 15 tháng 2 nhưng vẫn duy trì quy định không có mức tiêu thụ tối thiểu khi đặt bàn trong phòng riêng của nhà hàng (còn gọi là bao phòng). Tuyên bố của công ty cũng cho biết nếu mọi người có các nguyên liệu yêu thích nhưng chưa có sẵn trong cửa hàng, họ có thể đề xuất với nhà hàng. Haidilao sẽ xem xét đưa vào thực đơn tại cửa hàng. Sau khi Haidilao ở Đài Loan tuyên bố rằng không cho phép mang theo các thành phần của riêng mình, Haidilao tại Thượng Hải cũng tuyên bố rằng khách hàng không được phép mang theo các thành phần của riêng họ. Nếu khách hàng dùng bữa ở West Beijing Road, Thượng Hải muốn mang theo nguyên liệu của riêng họ, họ cũng cần ký một loạt giấy cam kết.
Chi nhánh của nhà hàng Haidilao Yongjin trong trung tâm thương mại Dũng Kim (Yong Jin Plaza), số 135 Đường Diên An, Hàng Châu, Chiết Giang cho biết, lâu nay trong nhà hàng không có mức tiêu thụ tối thiểu. Tuy nhiên, nếu khách hàng đến sử dụng dịch vụ trong phòng riêng cho tám người thì sẽ phải trả phí dịch vụ là 68 nhân dân tệ.

### Vụ việc phát hình video nhạy cảm
Ngày 5 tháng 1 năm 2019, khách hàng nhận thấy TV trên tường của một nhà hàng Haidilao ở Vũ Hán bất ngờ phát video khiêu dâm, gây ra hiệu ứng bất lợi. Sau khi cảnh sát phát hiện ra rằng nhân viên bán hàng của công ty máy bán hàng tự động đã bẻ khóa tín hiệu wifi trong cửa hàng, mở đĩa mạng để phát video nhạy cảm, nhấp vào nút truyền để đồng bộ hóa với màn hình TV để phát. Người đàn ông nghi vấn sau đó đã bị giam giữ hình sự.

## Hình ảnh

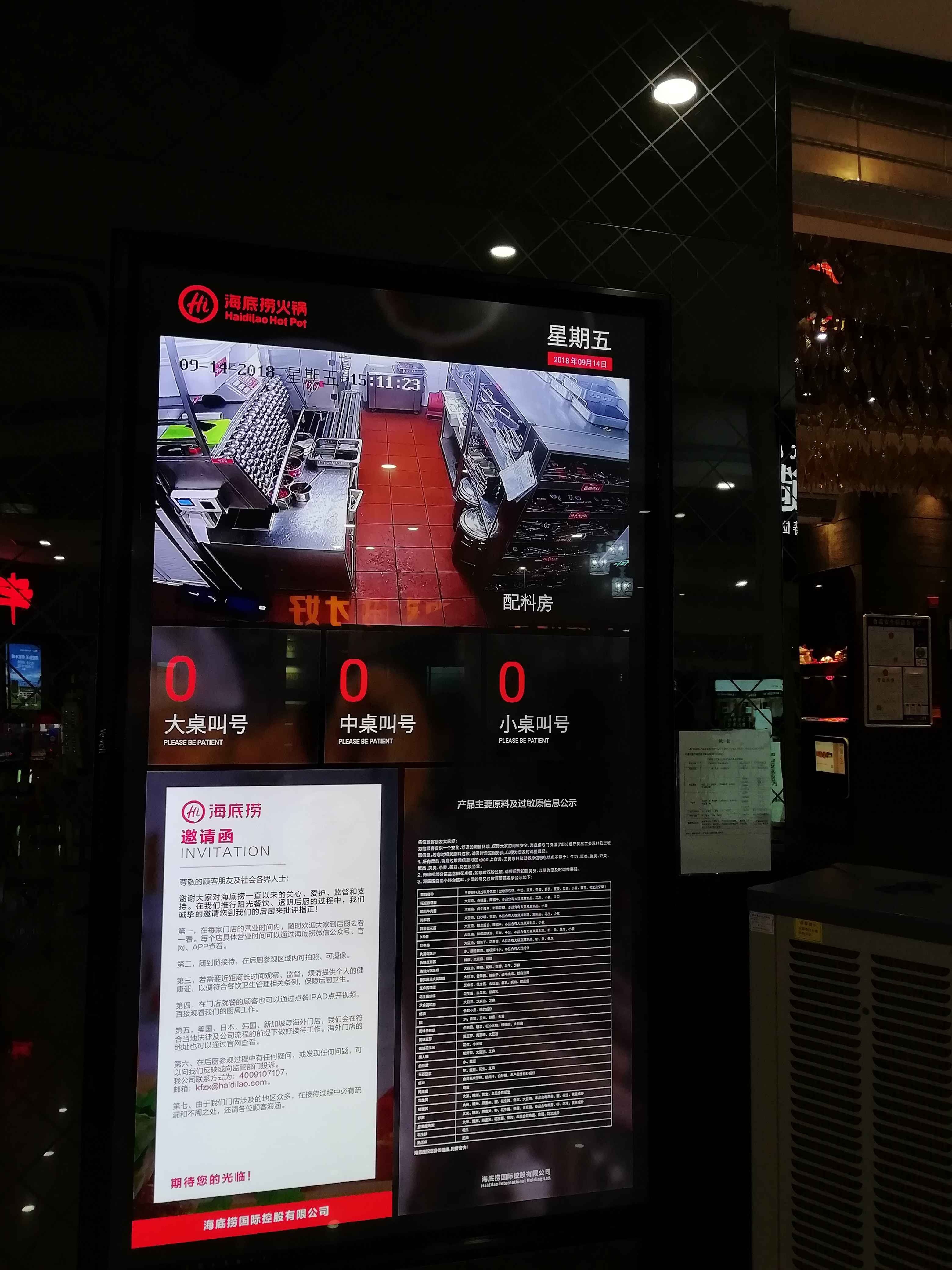
Màn hình lớn ở cửa của cửa hàng Haidilao Tô Châu, khách hàng có thể xem hình ảnh giám sát khu vực bếp chế biến
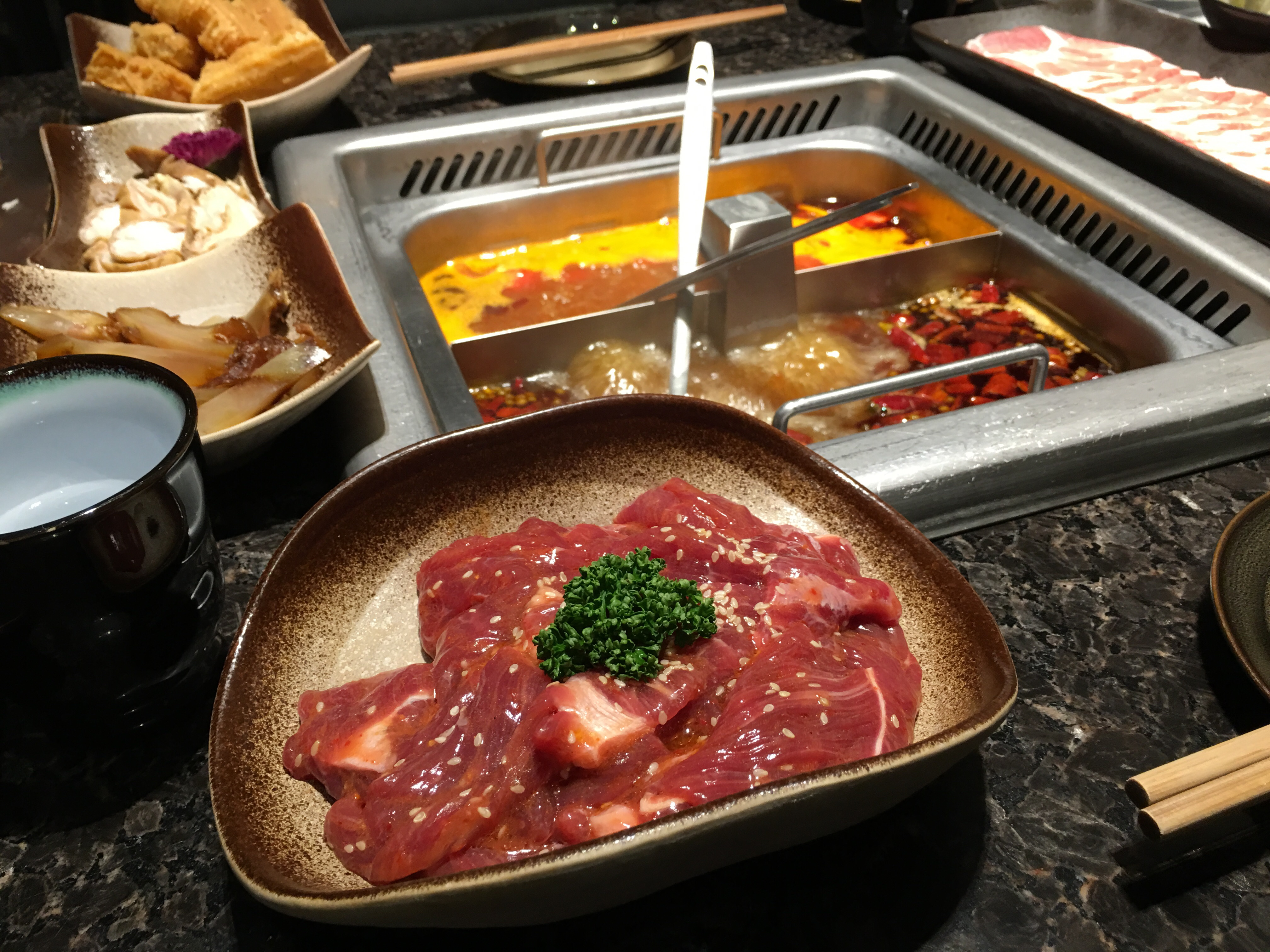
Haidilao tại địa chỉ số 1, Đài Bắc, Đài Loan
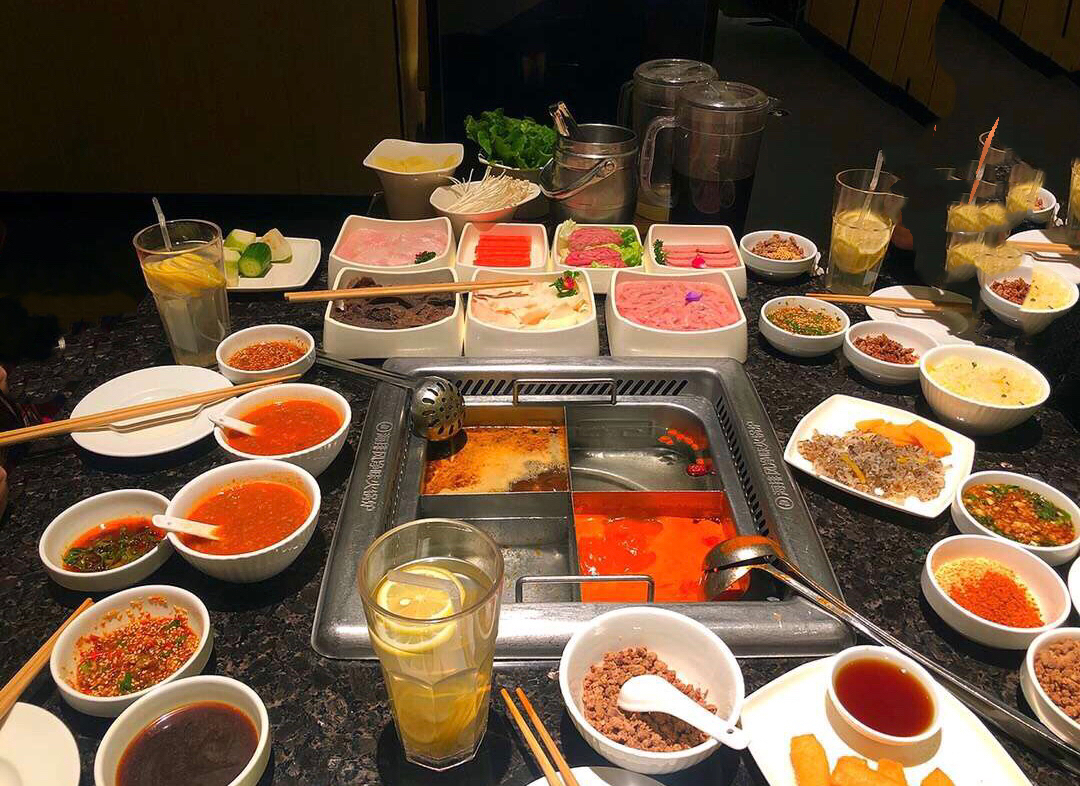
Những món ăn kèm lẩu tại nhà hàng Haidilao
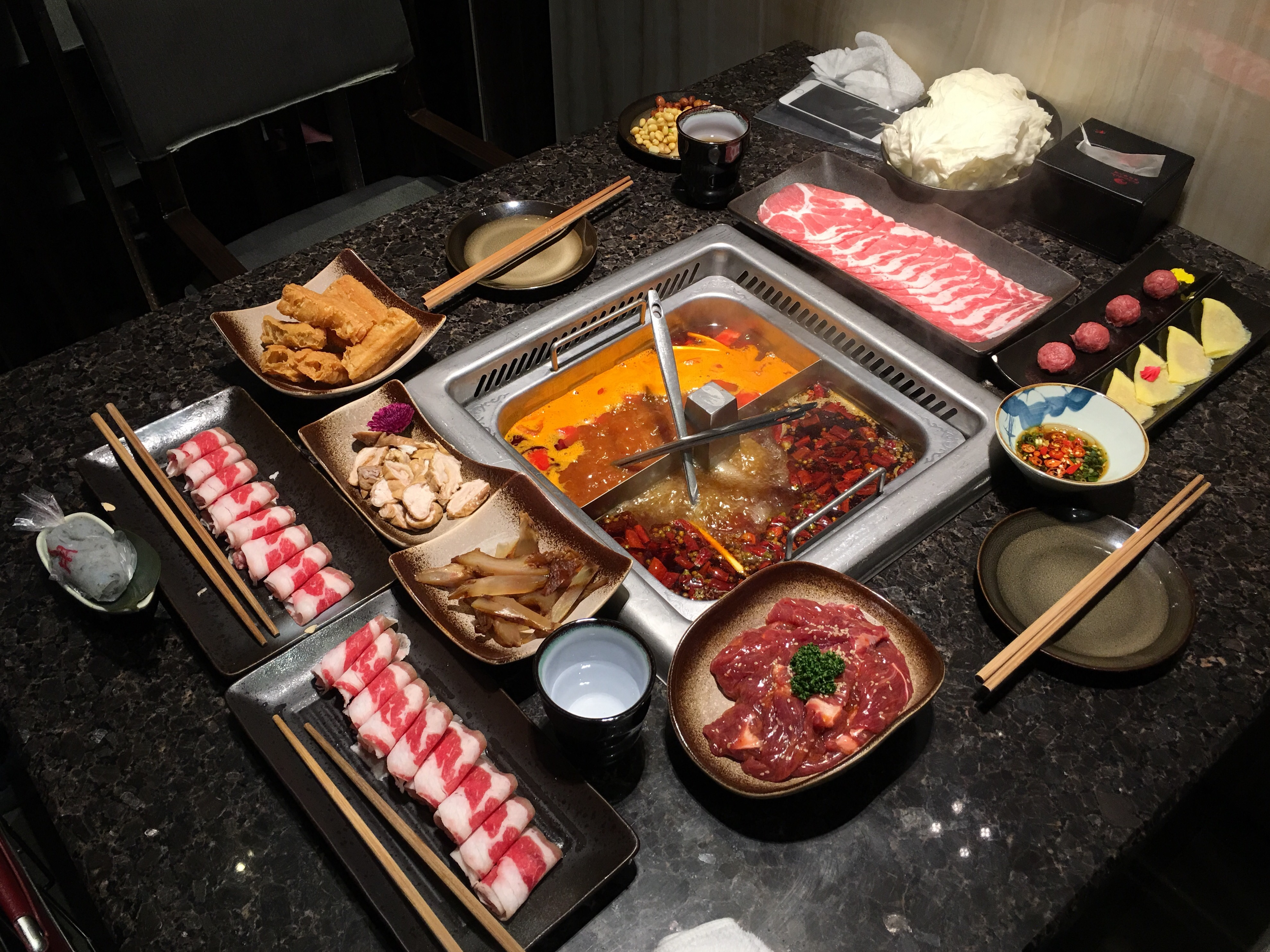
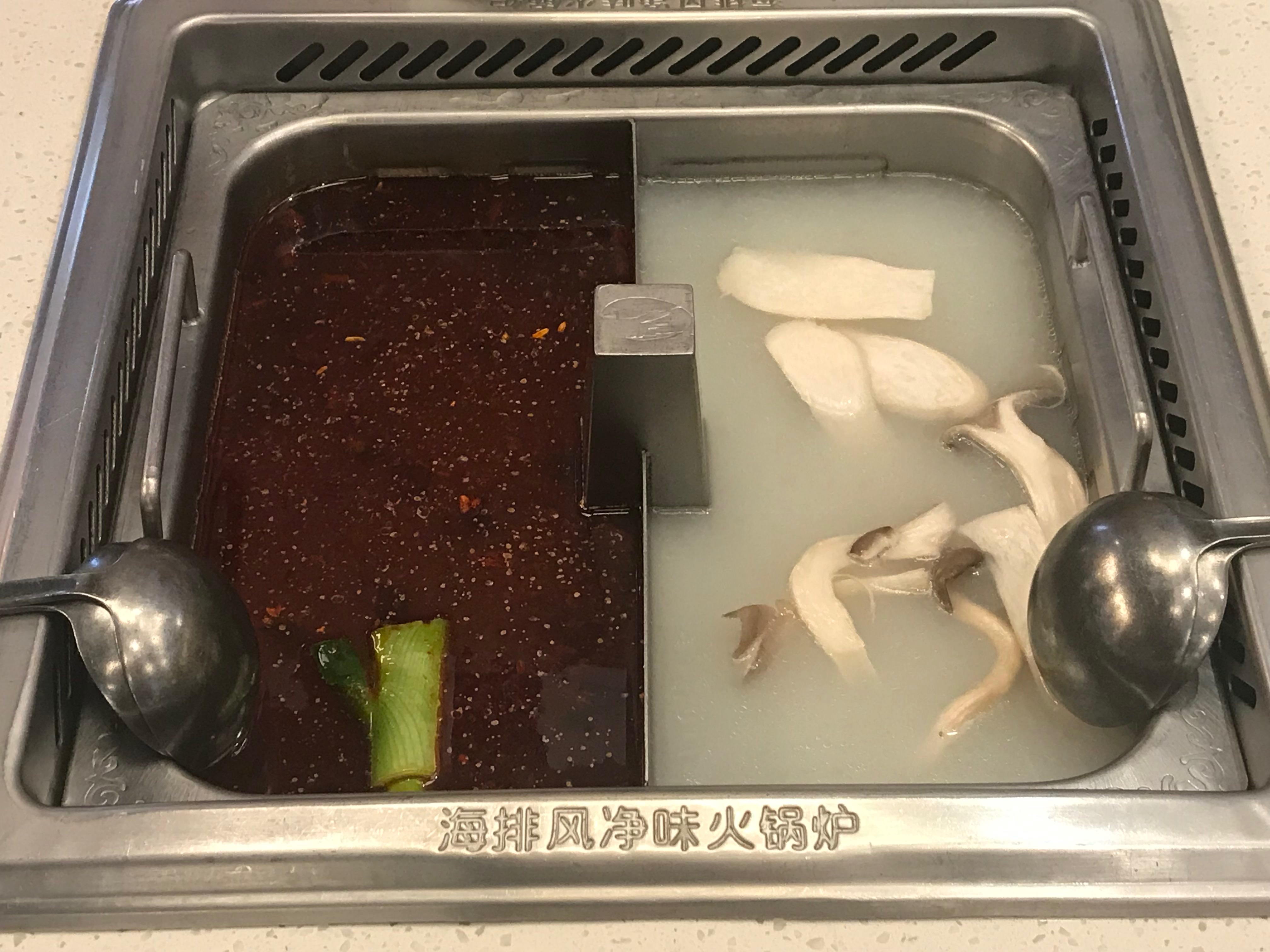
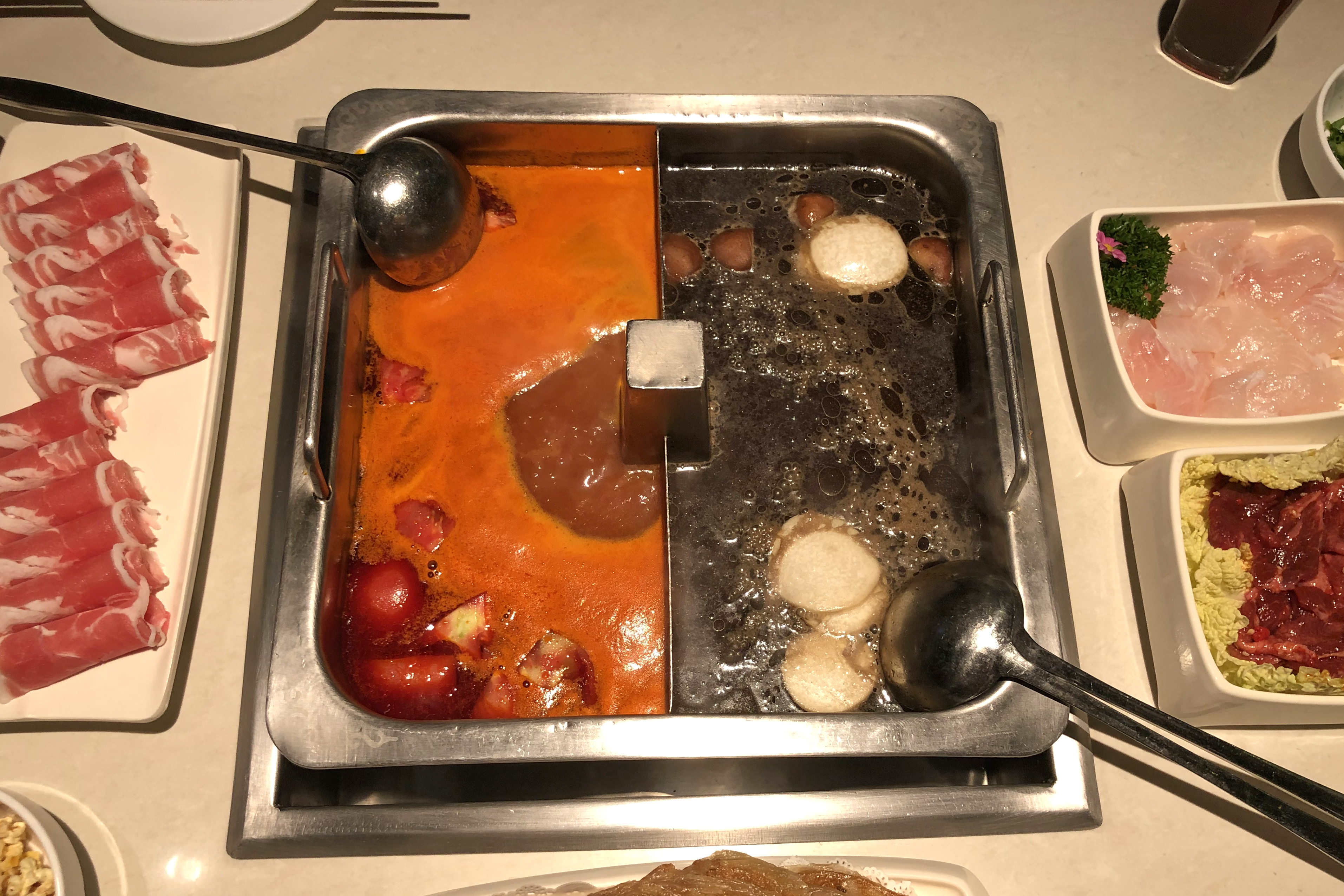
Một bên là lẩu cà chua còn một bên là lẩu nấm
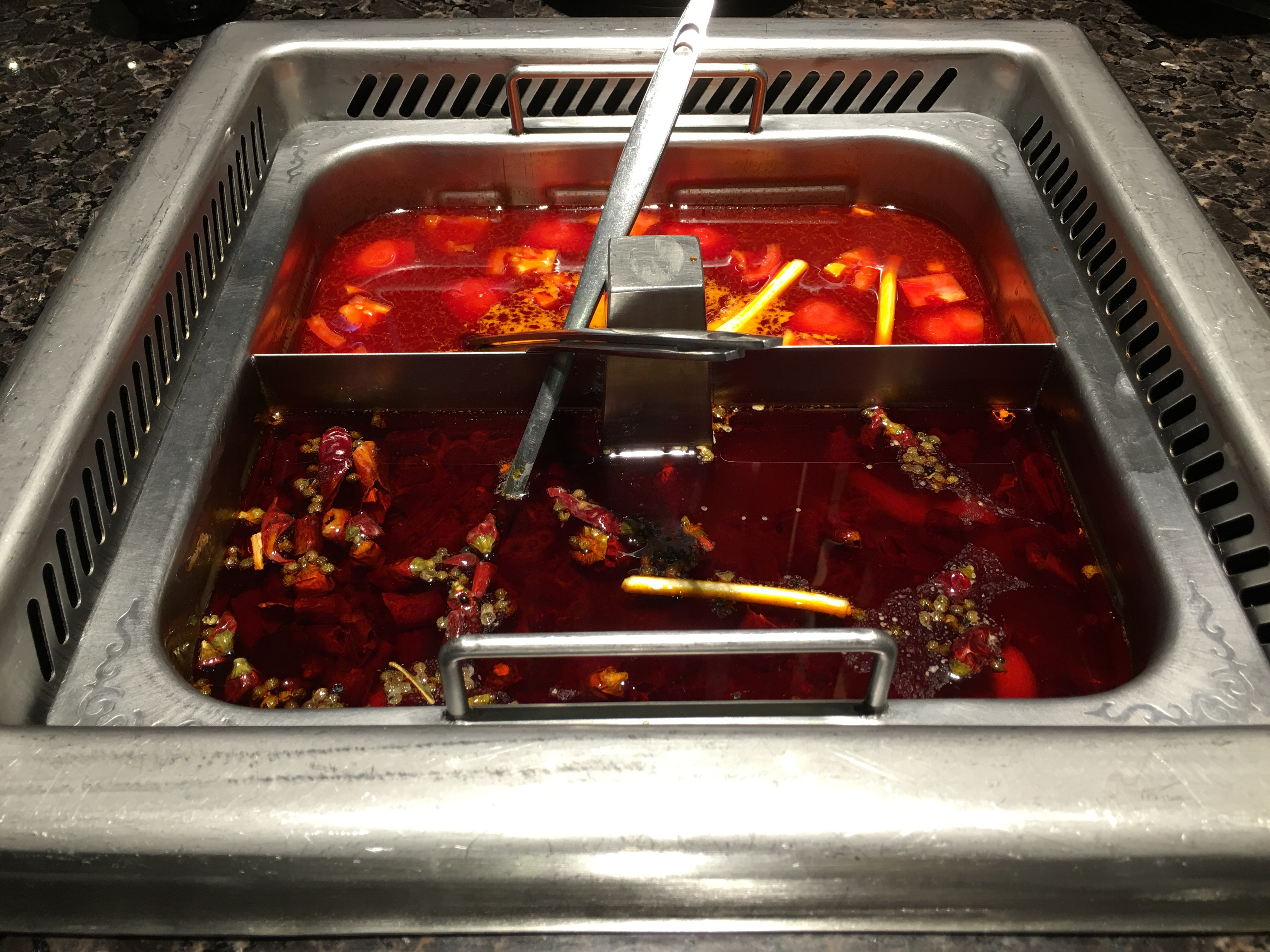
Lẩu Ma lạt thang
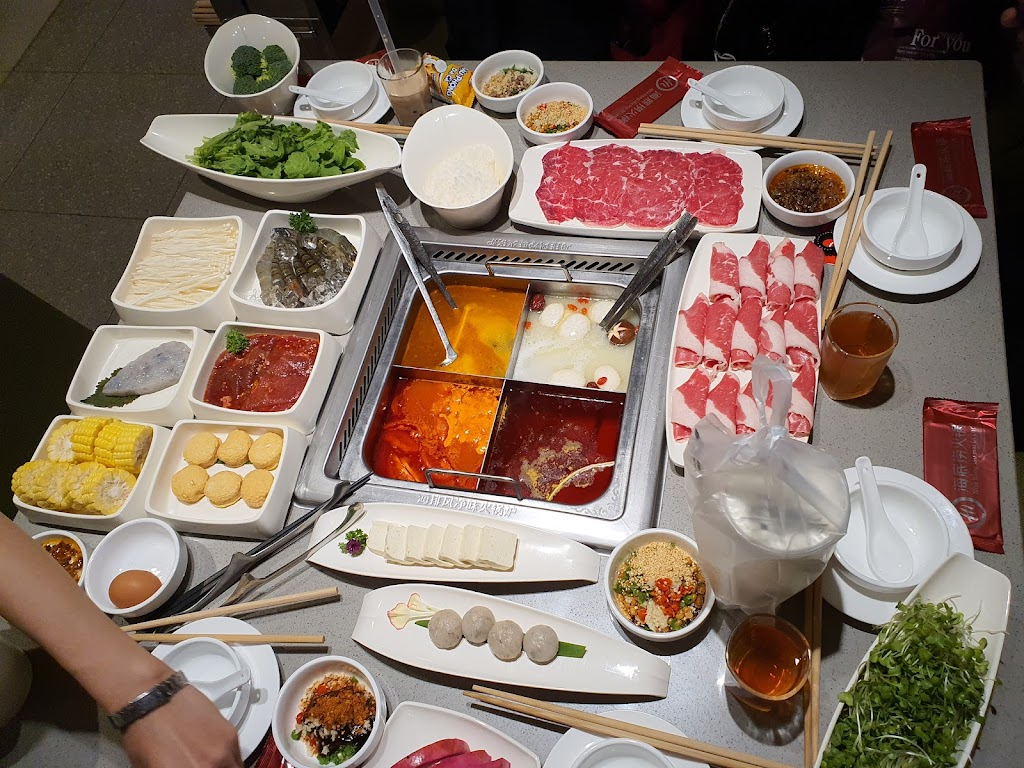
Những món ăn kèm lẩu tại nhà hàng Haidilao Việt Nam